# Vorotynets
Vorotynets (Russisch: Воротынец) is een nederzetting met stedelijk karakter in de Russische oblast Nizjni Novgorod en het bestuurlijk centrum van het district Vorotynski. De plaats ligt iets ten zuiden van de Wolga, aan de federale weg van Moskou naar Kazan (M-7), op 144 kilometer ten oosten van Nizjni Novgorod. Vorotynets telde 6.719 inwoners bij de volkstelling van 2002 tegen nog 7.006 bij die van 1989. Er bevindt zich een vlees- en kaasfabriek.
De plaats werd voor het eerst genoemd in een document uit 1552 en kreeg in 1964 de status van nederzetting met stedelijk karakter.